# Hornoslezská pánev
Jako hornoslezskou pánev označujeme sedimentační prostor přibližně trojúhelníkovitého obrysu, který svým jihozápadním výběžkem zasahuje z polské části Slezska na území České republiky. Z paleogeografického hlediska patří vnější straně – předhlubni a přilehlé části předpolí variského horstva, a má tedy podobnou pozici jako černouhelné pánve, které lze sledovat od Walesu přes Belgii do severozápadního Německa (ruhrská pánev).
Hornoslezská pánev je nejvýznamnější černouhelnou pánví v České republice. O dobývání množství uhlí se dovídáme z písemných zpráv z roku 1782.

## Podloží hornoslezské pánve
Podloží pánve tvoří brunovistulikum s pokryvem hlavně devonských a spodnokarbonských uloženin, výplň pánve sestává z klastických svrchnokarbonských sedimentů se slojemi černého uhlí. Jižní omezení pánve není zcela jasné, neboť vrtnými pracemi byla existence namurské výplně prokázána až u Němčiček na jižní Moravě a původní souvislost s hornoslezskou pánví není v hlubokém podloží mladších uloženin jasná.
Výběžek hornoslezské pánve na našem území dělíme na severnější část ostravsko-karvinskou a jižnější část podbeskydskou. Ty se pak podle praktické potřeby dělí na řadu menších celků. K těm patří na severu ostravská a karvinská „oblast“, oddělené orlovskou tektonickou strukturou, na jihu výskyty v okolí Brušperku, Českého Těšína, Frenštátu pod Radhoštěm a Jablunkova. Provozně se severní část označuje jako ostravsko-karvinský revír. Z geologického hlediska je významnější dělení na západněji položenou a mobilnější předhlubeň variského horstva a východnější část platformní. Obě části se liší mocnostmi, výplní i intenzitou tektonického porušení, kterého od západu k východu ubývá.

## Výplň hornoslezské pánve
Svrchnokarbonské horniny vystupují na našem území na povrch pouze ve velmi omezených odkryvech ve městě Ostravě. Jinak jsou kryty neogenními uloženinami karpatské předhlubně a příkrovy Vnějších Karpat, takže jejich výzkum je omezen téměř jen na důlní díla a hlubinné vrty. Vzhledem k ekonomickému významu je však stupeň prozkoumanosti zvláště v severnějších částech na vysokém stupni. Délka důlních děl dosahuje několika tisíc kilometrů, úhrnná délka průzkumných vrtů kolem 1800 km.
Stratigraficky dělíme svrchní karbon hornoslezské pánve na souvrství ostravské a karvinské, z nichž každé obsahuje nižší jednotky – vrstvy (celkem 7) – a ty opět několik řádů jednotek ještě nižších, oddělovaných hlavně z praktických důvodů.

### Ostravské souvrství
Ostravské souvrství o maximální mocnosti až 3200 m náleží spodnímu namuru a představuje paralickou uhlonosnou molasu, tj. uloženiny střídavého kontinentálního a mořského režimu usazené po hlavní (sudetské) fázi variského vrásnění. Z hlediska proměnlivosti facií je ostravské souvrství zřejmě nejpestřejší sedimentární jednotkou Českého masivu. V cyklicky se opakujících skaldech se střídají mořské, přechodné (brakické) a velmi různé kontinentální facie, ovlivňované tektonickými procesy, změnami úrovně mořské hladiny, klimatickými výkyvy i vulkanickou činností. Cykličnost několikerých řádů je velmi charakteristickým znakem., přičemž základní cykly ostravského souvrství jsou tvořeny opakovaným sledem: hrubozrnné bazální pískovce (popř. slepence) → prachovce (s kořeny uhlotvorných rostlin) → uhelná sloj → jílovce s faunou sladkovodní, brakickou a mořskou. Tento cyklus odráží zákonitě probíhající změny prostředí od říčních a jezerních uloženin přes organogenní sedimenty bažin a rašelinišť k jezerním, lagunárním a mořským uloženinám mělkých zálivů a přílivových plošin. Cykly nebývají zachovány v úplnosti a zejména častý je odnos svrchních částí cyklů při transgresi následujícího cyklu.
Ostravské souvrství je celkově proměnlivé ve vertikálním i horizontálním směru. Vertikální změny se projevují klesajícím množstvím mořských sedimentů, ubýváním uhlonosnosti i vulkanogenních poloh tufů a tufitů směrem do nadloží a naopak vzrůstajícím množstvím arkóz. Horizontální rozdíly jsou nápadné při srovnání západní a východní části pánve. Západní, předhlubňová část se vyznačuje velkými mocnostmi, hojnými těžitelnými uhelnými slojemi (až 90) a mořskými a brakickými horizonty (až 80). V platformní východní části jsou mocnosti souvrství až 30krát menší, dobyvatelných slojí je méně (20–40), většina mořských poloh se vytrácí a naopak stopy tektonických zdvihů a eroze jsou častější.

#### Mořské záplavy (patra)
Mořské záplavy přicházely obecně od severoseverovýchodu a směřovaly k jihojihozápadu, nejdále k jihu zasáhly pouze čtyři hlavní ingrese reprezentované „mořskými patry“ Štúra, Enny, Barbory a Gaebrela. Jako „mořská patra“ se v hornické praxi tradičně označují intervaly s mořskou nebo brakickou sedimentací, tvořené hlavně jílovými sedimenty. Tato patra mají značný stratigrafický i praktický význam, neboť ve zvrásněném sledu dovolují identifikovat uhelné sloje i dělit souvrství na vrstvy petřkovické, hrušovské, jaklovecké a porubské. Brakické polohy se podle výskytů lingulidních ramenonožců označují jako patra ligulová.

#### Uhelné sloje
Uhelné sloje odrážejí období tektonického klidu a zarůstání dna pánve rašeliniště s uhlotvorou vegetací, zejména stromovitých plavuní a přesliček. Ostravské souvrství se vyznačuje velkým počtem slojí (až téměř 500), které však mají většinou malou mocnost, často se vytrácejí a jen necelá ¼ je těžitelná. Kvalita uhlí je vysoká a při západním okraji je v petřkovických vrstvách zastoupeno i antracitické uhlí. Značná část uhelných zásob je koksovatelná.
Horniny vulkanického původu – hlavně agrilitizované popelové tufy a tufity – patří kyselému, ryolitovému vulkanismu. Tenké vložky tufů uvnitř uhelných slojí tradičně označují jako tonsteiny. Vložky mimo sloje, složené ze smíšeného vulkanického a sedimentárního materiálu, se nazývají „brousky“. Oba typy tvoří stratigraficky dobře využitelné horizonty a např. podél tzv. hlavního ostravského brousku, mocného až 12 m, je vedena svrchní hranice petřkovických vrstev. Vulkanický materiál pochází z dnes neznámých podle přibývání mocnosti západním směrem soudíme, že vulkanická centra byla patrně západně od dnes zachované pánevní výplně, původní rozsah pánve byl ovšem zřejmě podstatně větší.

#### Zoopaleontologie
Fauna ostravského souvrství je poměrně bohatá. Z mořských pater bylo popsáno asi 220 druhů. Z hlediska diverzity jsou na prvém místě mlži (přes 90 druhů), za nimi následují plži, ramenonožci, ostrakodi, hlavonožci (včetně goniatitů), konodonti, ryby a další vzácnější nalezené skupiny (koráli, trilobiti, mechovky, konulárie). V brakických patrech jsou výlučnými zástupci fauny lingulidní ramenonožci. Ve sladkovodních patrech převažují mlži (Carbonicola, Naiadites, Curvirimula), červi (Spirorbis), škeblovky a sladkovodní ostrakodi.

#### Fytopaleontologie
Suchozemská flóra je velmi hojná a má značný význam pro stratigrafické zařazení. Příslušnost ke spodnímu namuru prokazuje zejména a kapradina Sphenopteris adiantoides a běžní zástupci rodu Lyginopteris. Uhlotvornou flóru představují hlavně plavuně (Lepidodrendon), přesličky (Mesocalamites, Sphenophyllum) a v menší míře rostliny kapradinovité. Ze stratigrafického hlediska je významné vymření kulmských druhů na bázi mořského intervalu Enna při horní hranici hrušovských vrstev. Flóra má blízké vztahy ke společenstvům ze Skotska a Belgie, což umožňuje její srovnání i s goniatitovými zónami namuru.

### Karvinské souvrství
V nadloží ostravského souvrství je souvrství karvinské, které dosahuje mocnosti až přes 1 km. Jeho plošné rozšíření je však menší, neboť tvoří jen denudační zbytky v karvinské, frenštátské a jablunkovské části pánve. Původní rozšíření bylo mnohem větší, jak lze soudit i podle nálezů valounů v křídových a paleogenních vrstvách Vnějších Karpat. Floristické nálezy svědčí o staří středního a svrchního namuru, v nejvyšších částech i spodního westphalu. Na rozdíl od ostravského souvrství chybějí v karvinském souvrství mořské polohy, takže jde o kontinentální uhlonosnou molasu.
Karvinské souvrství má podobně jako jeho podloží výrazně cyklickou stavbu, Základní cyklus tvoří: bazální pískovec (arkózy, popř. i slepence s útržky uhlí) → jemnozrnné pískovce → prachovce s kořenovou půdou → uhelná sloj → šedé prachovce a jílovce s rostlinnými zbytky a vzácnou sladkovodní či suchozemskou faunou. Cykly jsou v průměru mocnější než u ostravského souvrství (i přes 30 m, ve vyšších polohách běžně 10–15 m). Uhelné sloje jsou méně početné, avšak mají větší průměrnou mocnost (180 cm). Celé souvrství je jedním velkým megacyklem s hrubozrnnějšími sedimenty i mocnějšími slojemi ve spodní části (vrstvy sedlové) a s klesající mocností cyklů, slojí i velikosti zrna sedimentů v části svrchní (vrstvy sušské a doubravské). Ve srovnání s ostravským souvrstvím je nápadný i úbytek vulkanogenních poloh, což naznačuje pokles vulkanické aktivity v okolí pánve.
Karvinské souvrství se usazovalo v bezodtoké pánvi, jejíž mobilita klesala, takže mizí rozdíl mezi předhlubní a platformou, nápadný u ostravského souvrství. Prostředí můžeme charakterizovat jako rozsáhlé jezero s plochými břehy, občasně zarůstající uhlotvornou vegetací. Materiál přinášený do pánve pocházel hlavně z rozrušovaných starších karbonských uloženin.
Svrchní hranici karvinského souvrství tvoří erozí hluboce členitý povrch, na nějž nasedají až terciérní uloženiny karpatské předhlubně. Na polském území je však doloženo pokračování sedimentace v hornoslezské pánvi až do permu.

#### Zoopaleontologie
Fauna karvinského souvrství je výlučně sladkovodní nebo suchozemská. Nejpočetnější jsou mlži (Carbonicola, Naiadites, Curvirimula), škeblovky rodu Pseudestheria a rybí šupiny. K vzácným nálezům patří zbytky členovců – velkých arthropleur, hrotnatců (Belinurus, Adelophthalmus) a hmyzu, zejména prarovnokřídlého (Olinka, Holasicia, Zdenekia, Shustaia), pravážek (Breyeria, Ostrava) a prvé vážky Erasipteron larischi. Nejvýznamnějším faunistickým intervalem je „patro“ Hubert v sušších vrstvách (při hranici namur-westphal).

#### Fytopaleontologie
Flóra karvinského souvrství patří uhlotvorným společenstvům a vedle běžných složek se již od sloje Prokop vyznačuje četnými sigiláriemi i vůdčími druh kapradinovitých rostlin, mezi nimi je ve svrchní části sušských vrstev i Lyginopteris hoeninghausii, typická pro westphal. Pro doubravské vrstvy je charakteristický rozvoj rodu Lonchopteris.